# Prvenstvo Hrvatske u šahu 2017.
Prvenstvo Hrvatske u šahu za 2017. godinu odigrano je u Valpovu, 25. travnja - 5. svibnja 2017. godine.
Konačni poredak:
```
     1. 
Marin Bosiočić
     GM 2610  7,5
  2.-3. 
Hrvoje Stević
      GM 2601  7
        
Ivan Šarić
         GM 2609  7
     4. 
Saša Martinović
    GM 2551  6,5
     5. 
Ante Brkić
         GM 2552  6
     6. 
Zdenko Kožul
       GM 2631  5,5
     7. 
Blažimir Kovačević
 IM 2483  5
 8.-10. 
Robert Zelčić
      GM 2500  4,5
        
Ognjen Jovanić
     GM 2492  4,5
        
Ante Šarić
         GM 2544  4,5
11.-12. 
Zoran Jovanović
    GM 2533  4
        
Mladen Palac
       GM 2573  4
```